# Oak Grove (Alabama)
Oak Grove è un comune degli Stati Uniti d'America situato nella contea di Talladega dello Stato dell'Alabama.